# Kanton Bagnolet
Kanton Bagnolet (fr. Canton de Bagnolet) je francouzský kanton v departementu Seine-Saint-Denis v regionu Île-de-France. Tvoří ho pouze město Bagnolet.